# Shihtienfenia
Шихтієнфенія (Shihtienfenia) — рід парейазавридів пермського періоду (260–250 млн років тому), знайдений в провінції  Шансі в  Китаї. До роду входять два види: S. permica Young & Yeh, 1963 і S. xuecunensis Cheng 1980.

## Синоніми
- Honania complicidentata Young, 1979
- Huanghesaurus liuliensis Gao, 1983
- Shansisaurus xuecunensis Cheng 1980
- Tsiyania simplicidentata Young, 1979

## Характеристика
Рештки шихтієнфенії було вперше знайдено на півночі Китаю Шихтієнфенгом (на честь якого і названо тварину) в 1936 р. Це були лише фрагменти скелета, тому тривалий час родинні зв'язки цієї рептилії були неясні, тільки наприкінці XX ст. її віднесли до парейазаврів. Проте череп шихтієнфеніі досі не виявлено, тому неясно як вона пов'язана з іншими представниками родини.
Ймовірно, як і інші парейазаври, шихтієнфенія мешкала в болотах і харчувалася виключно рослинами, хоча в пермському періоді територія Китаю була покрита пустелями і там могло і не бути великих озер і річок.

## Близькі родичі?
Китайські парейазавриди вивчені не дуже добре. Іноді з шихтієнфенією зближують шансізавра (Shansisaurus xuecunensis) — іншого пізньопермського парейазаврида з провінції Шансі. Сумнівним вважається і відкритий в 1989 р. на півночі Китаю Sanchuansaurus pygmaeus. Можливо всі ці тварини мають якесь відношення до  Ембрітозавра — парейазавра, який був поширений дуже широко: його скам'янілості знайдені в  Південній Африці,  Росії і  Монголії. Можна припустити, що перші парейазаври, які з'явилися на Африканському континенті, незабаром поширилися по всій східній  Пангеї.

## Виноски
1. ↑   Світ до динозаврів — парейазавр
2. ↑   Світ до динозаврів — азійські парейазавриди